# آنا کاترینا بلاک

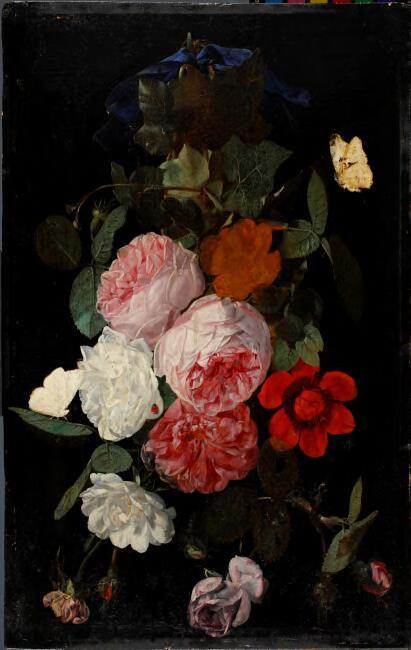
گل‌ها ۱۶۶۰

آنا کاترینا بلاک (زاده ۱۶۴۲در نورنبرگ- درگذشته ۱۷۱۹ در رگنسبورگ) نقاش آلمانی گلها در سبک باروک بود.

## زندگینامه
براساس هابریکن او دختر نقاش گلها یوهان توماس فیشر بود که به او نقاشی یاد داد.او در کشیدن گل با آبرنگ و رنگ روغن ماهر بود و به دوشسس آنا ماریا همسر دوک آگوستوس و دخترانشان در سال ۱۶۶۰ در شهر هاله نقاشی آموخت.